# Татвин
Татвин (англ.  Tatwine [Tatwin]; около 670, Мерсия, — 30 июля 734, Кентербери) — 9-й архиепископ Кентерберийский (731—734).

## Биография
Татвин — уроженец Мерсии, известен в основном по работе Беды Достопочтенного «Historia ecclesiastica gentis Anglorum» («Церковная история народа англов»), в которой имеются сведения о его пребывании монахом, а затем настоятелем монастыря в Бридон он зе Хилл (ныне — в северо-западной части графства Лестершир), широко известным благодаря своей благочестивости, мудрости и блестящему знанию Библии.
В воскресенье, 10 июня 731 года Татвин был рукоположён четырьмя епископами в Кентербери. В 733 году получил паллиум в Риме, также известно о проведении им рукоположения епископов Линдси и Селси. Умер 30 июля 734 года и похоронен в Кентербери. Впоследствии канонизирован, память празднуется 30 июля.

## Труды
До наших дней дошли две работы Татвина: базовый курс латинской грамматики и сборник из сорока загадок (metrical enigmata) латинским гекзаметром (каждое стихотворение насчитывало от четырёх до двенадцати строк, первые и последние буквы первой строки каждой загадки образовывали два акростиха). Большинство специалистов сходятся во мнении, что Татвин был вдохновлён аналогичными работами настоятеля Мальмсберийского монастыря Альдхельма. Исследователи считают этот сборник способом распространения христианского знания в англосаксонском обществе (благодаря подбору зашифрованных в тексте понятий: «колокол», «алтарь», «крест» и т. п.); позднее некий Хветберт дополнил работу Татвина шестьюдесятью загадками, поскольку традиционно такие сборники должны были включать именно сто стихов.